# Servei financer
Els serveis financers (en anglès:Financial services) són els serveis econòmics proporcionats per la indústria financera, els quals engloben un ampli rang d'organitzacions que gestionen diners, incloent cooperativa de crèdits, bancs, companyies de targetes de crèdit, companyies d'assegurances, empreses de comptabilitat, companyies de consum financer, brokerage firms, fons d'inversió, fons real state i algunes empreses patrocinades pel govern. Cap a l'any 2004, la indústria de serveis financers representava el 20% de la capitalització del mercat del S&P 500 als Estats Units.
El terme "financial services" va passar a ser més prevalent als Estats Units parcialment com a resultat de la Llei Gramm-Leach-Bliley Act de finals de la dècada de 1990, la qual va permetre la fusió de diferents tipus d'empreses operant a la indústria financera dels Estats Units.